# Маріано Павоне
Маріано Павоне (ісп. Mariano Pavone, нар. 27 травня 1982, Трес-Сархентос) — аргентинський футболіст, нападник клубу «Кільмес».
Виступав, зокрема, за «Естудьянтес», з яким 2006 року став чемпіоном Аргентини та «Крус Асуль», у складі якого 2014 року став переможцем Ліги чемпіонів КОНКАКАФ та півфіналістом клубного чемпіонаті світу. Також провів один матч національну збірну Аргентини.

## Клубна кар'єра
Народився 27 травня 1982 року в місті Трес-Сархентос. Вихованець «Бока Хуніорс», з якої у 14 років він перейшов до футбольної академії «Естудьянтеса». У 2000 році Маріано дебютував за основну команду в аргентинській Прімері. У Клаусурі 2005 року він став найкращим бомбардиром чемпіонату Аргентини, забивши 16 м'ячів, а наступного року став найкращим бомбардиром Кубка Лібертадорес 2006 року разом з рядом інших гравців, забивши п'ять голів. У Апертурі 2006 року він виграв разом із «Естудьянтесом» чемпіонат Аргентини і був обраний спортивною газетою Olé найкращим гравцем на турнірі, провівши 17 ігор і забивши 11 голів, в тому числі саме Павоне забив вирішальний гол у «золотому матчі» турніру проти «Бока Хуніорс» (2:1). Всього за клуб Павоне забив 57 голів (51 у чемпіонаті і 6 у міжнародних іграх) у 181 іграх, в середньому 0,31 гола за гру.

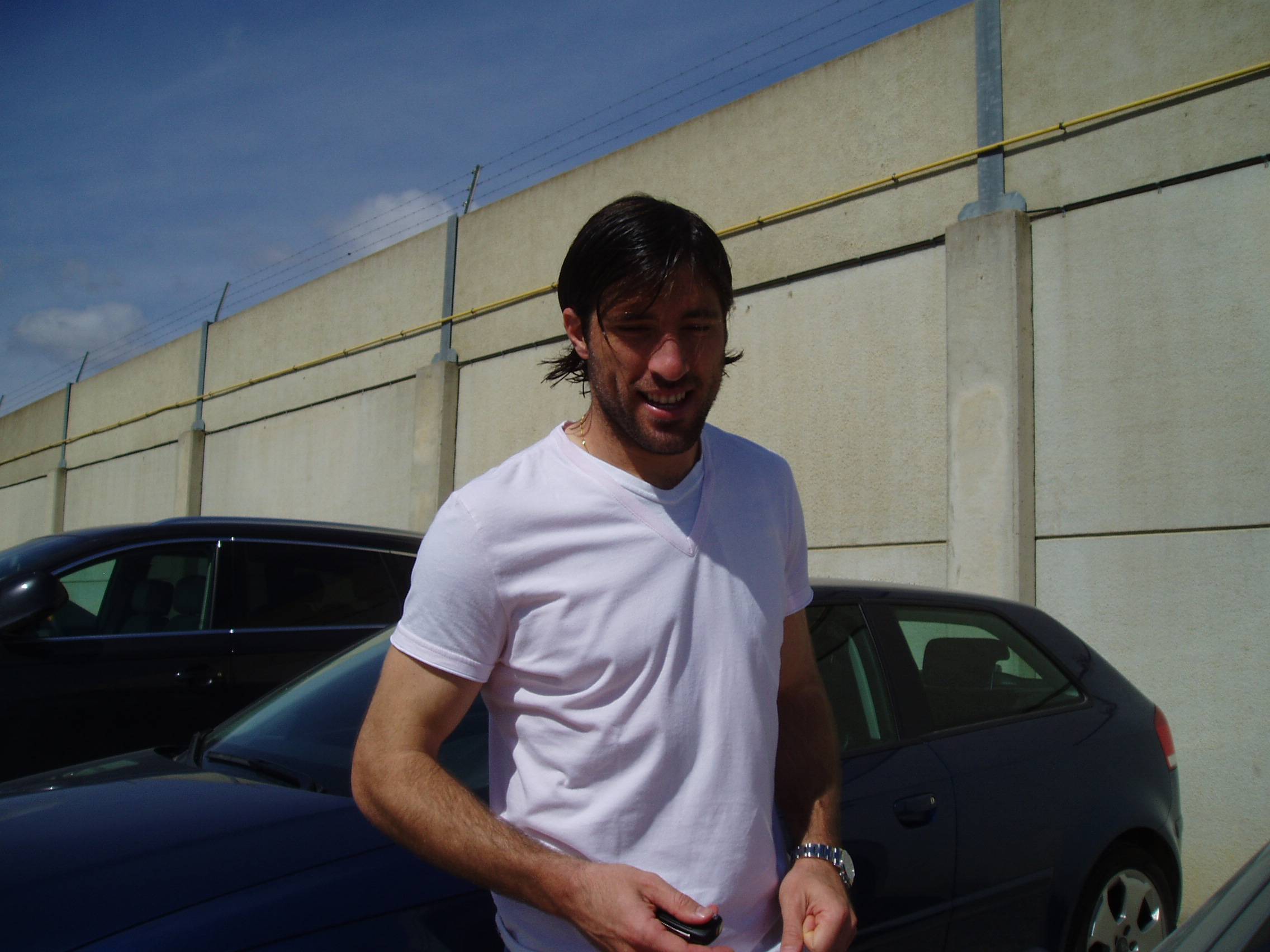
Маріано Павоне під час виступів за «Реал Бетіс». 2008 рік.

Наприкінці червня 2007 року Маріано перейшов у іспанський «Реал Бетіс» за 6,8 млн євро. Ініціатором переходу був тренер «Бетіса», співвітчизник Павоне, Ектор Купер. 23 липня у товариському матчі проти «Сан-Фернандо» Маріано забив свій перший гол. 26 серпня в поєдинку проти «Рекреатіво» (1:1) він дебютував у Ла Лізі. 11 листопада у зустрічі проти «Реала Сарагоси» (2:1) Маріано зробив «дубль», забивши свої перші голи за нову команду. Після вдалого першого сезону, у другому сезоні 2008/09 Павоне забив лише два м'ячі у чемпіонаті, а команда покинула Ла Лігу. Провівши у клубі ще один сезон, аргентинець не зумів повернути команду до еліти, після чого покинув клуб.
23 липня 2010 року Маріано відправився в оренду на батьківщину в «Рівер Плейт». 29 серпня в матчі проти «Архентінос Хуніорс» він дебютував за новий клуб, вийшовши на заміну замість Дієго Буонанотте. 27 вересня в поєдинку проти «Кільмеса» Павоне забив свій перший гол за нову команду. Загалом за сезон він забив 9 м'ячів, але не зумів допомогти «Ріверу» уникнути вильоту з вищого дивізіону вперше у своїй історії.
Після закінчення оренди Павоне залишився на батьківщині, прийнявши запрошення «Лануса», з яким підписав угоду у статусі вільного агента. 16 серпня 2011 року в матчі проти «Індепендьенте» він дебютував за новий клуб, вийшовши на 27-й хвилині другого тайму і забив єдиний гол у грі у компенсований час. У «Ланусі» він провів один сезон зігравши 29 матчів та забив 10 м'ячів.
Влітку 2012 року Павоне перейшов до мексиканського клубу «Крус Асуль». 22 липня в матчі проти «Монаркас Морелія» він дебютував у Лізі MX. Через тиждень у поєдинку проти «Сан-Луїса» Маріано забив свій перший гол за новий клуб. 5 травня 2013 року у зустрічі проти «Монтеррея» він зробив хет-трик. Павоне допоміг завоювати два титули за два роки — Кубок Мексики у 2013 році та Лігу чемпіонів КОНКАКАФ у 2014, де він забив єдиний гол своєї команди у фіналах (0:0, 1:1) та був нагороджений Золотим м'ячем турніру. Цей результат дозволив команді зіграти на клубному чемпіонаті світу 2014 року, який проходив у Марокко. Під час цього змагання Павоне зіграв усі три гри і забив гол у чвертьфіналі проти австралійського клубу «Вестерн Сідней Вондерерз» (3:1) у додатковий час.
На початку 2015 року Маріано повернувся на батьківщину, приєднавшись на правах оренди до «Велес Сарсфілда». 13 лютого в матчі проти «Альдосіві» він дебютував за нову команду. 8 березня в поєдинку проти «Атлетіко Сарм'єнто» Павоне забив свій перший гол за «Велес». У червні, після закінчення терміну його контракту, він відхилив пропозицію свого першого клубу «Естудьянтеса» і приєднався до «Расінга» (Авельянеда). Втім після п'яти місяців у команді Павоне повернувся до «Велеса» перед сезоном 2016 року, провівши там півтора роки.
У липні 2017 року Павоне повернувся до «Естудьянтеса» і дебютував за команду після повернення у чемпіонаті 29 серпня, зігравши всю домашню гру з «Арсеналом» (Саранді), допомігши своїй команді здобути перемогу 2:1. З командою він грав у Південноамериканському кубку 2017 року та Кубку Лібертадорес 2018 року. Його чотири голи на цих двох турнірах зробили його одним із трьох найкращих бомбардирів в історії клубу на міжнародних змаганнях. 22 травня 2019 року забивши гол у матчі у 1/8 фіналу Кубка Аргентини проти клубу «Сарм'єнто де Ресістенсія», Павоне забив свій 70-й гол за «Естудьянтес».
25 червня 37-річний гравець перейшов в «Дефенсор Спортінг» з уругвайської Прімери після того, як погодився на півторарічний контракт, втім вже 30 грудня повернувся на батьківщину, підписавши контракт до червня 2021 року з клубом «Кільмес», який виступав у другому дивізіоні аргентинського футболу

## Виступи за збірну
18 квітня 2007 року Павоне провів свій єдиний матч у складі національної збірної Аргентини, зігравши в товариській грі проти Чилі (0:0), де вийшов в основі, але на 62 хвилині був замінений на Есек'єля Лавессі.

## Статистика виступів

### Статистика виступів за збірну
| Дата      | Місто   | Господарі | Результат | Гості | Турнір           | Голи | Примітки |
| --------- | ------- | --------- | --------- | ----- | ---------------- | ---- | -------- |
| 18-4-2007 | Мендоса | Аргентина | 0 – 0     | Чилі  | товариський матч | -    | 62'      |
| Усього    |         | Матчів    | 1         |       | Голів            | 0    |          |

## Титули і досягнення

### Командні
- Чемпіон Аргентини (1):

«Естудіантес де Меріда»: Апертура 2006
- Володар Кубка Мексики (1):

«Крус Асуль»: Клаусура 2013
- Переможець Ліги чемпіонів КОНКАКАФ (1):

«Крус Асуль»: 2013/14

### Індивідуальні
- Найкращий бомбардир аргентинської Прімери: Клаусура 2005 (16 голів)
- Найкращий бомбардир Кубка Лібертадорес: 2006 (5 голів[25])
- Володар Золотого м'яча Ліги чемпіонів КОНКАКАФ: 2013/14

## Особисте життя
Старший брат Маріано, Гонсало Павоне, також був футболістом і нападником. За свою кар'єру він також виступав в Іспанії (виключно нижчі ліги) та ряді Аргентинських клубів.